# Гейдельбергская школа
Эта статья об австралийском движении в живописи. О немецкой литературной школе см.: Гейдельбергский романтизм
Гейдельбергская школа (англ. Heidelberg School) — австралийское художественное движение конца XIX века, позднее было описано как Австралийский импрессионизм.
Работы художников этой школы являются частью культурного наследия Австралии. Их работы широко представлены в крупнейших художественных галереях Австралии, включая Национальную галерею Австралии, Национальную галерею Виктории и Художественную галерею Нового Южного Уэльса.

## История
Название относится к тогдашней сельской местности Гейдельберг к востоку от Мельбурна, где работали практикующий этот стиль художники, в числе ведущих среди них были Артур Стритон, Уолтер Уизерс, Том Робертс, Фредерик Маккаббин и Чарльз Кондер.

### Выставка
В августе 1889 года художники Гейдельбергской школы организовали в Мельбурне выставку 9 by 5 Impression Exhibition в здании Buxton’s Rooms на улице Swanston Street напротив Мельбурнской ратуши.
На выставке были представлены преимущественно работы Стритона, Робертса и Кондера, при незначительном участии картин Маккаббина, а также работ скульптора Чарльза Ричардсона и студентов художественной школы National Gallery of Victoria Art School — Herbert Daly и R. E. Falls. Большинство из 183 работ, вошедших в экспозицию, были написаны на деревянных крышках коробок для сигар размером 9 на 5 дюймов (23 × 13 см), отсюда и название выставки. С целью привлечения зрителей и чтобы подчеркнуть небольшой размер картин, они были представлены в широких рамах из эвкалипта, разнообразно декорированные. Большинство крышек были предоставлены из табачного магазина Луи Абрахамса — предпринимателя-табачника, художника и мецената, участника художественного лагеря Гейдельбергской школы Box Hill artists' camp. Выставка вызвала ажиотаж в Мельбурне и широкая публика отреагировала на неё положительно; в течение двух недель после открытия выставки большая часть экспонатов была продана. Данная выставка стала знаковым событием в истории австралийского искусства. До настоящего времени сохранилась треть из всех экспонатов выставки, многие из которых хранятся в частных и публичных коллекциях Австралии, продаваясь на аукционах по достаточно высокой цене.

### Деятельность
В апреле 1888 года на мельбурнской улице Коллинз, 9 было открыто здание Grosvenor Chambers, построенное специально для художников и представляющее собой комплекс художественных студий. Очень быстро оно стало центром художественной жизни Мельбурна и местом базирования некоторых художников Гейдельбергской школы: первыми здесь расположились Том Робертс, Джейн Сазерленд и Клара Саутерн, вскоре за ними последовали Артур Стритон, Чарльз Кондер и Луи Абрахамс.
Когда в 1890 году в Мельбурне разразилась экономическая депрессия (Baring crisis), связанная с неплатежеспособностью лондонского банка Barings Bank, двое художников Гейдельбергской школы — Робертс и Стритон, переехали в Сидней, сначала разбив свой лагерь в небольшой бухте гавани Мосман, затем, обосновавшись в лагере Curlew Camp. Иногда к ним присоединялись другие живописцы, которые проживали неподалеку в лагере художников Balmoral Camp, в том числе видный учитель рисования и сторонник Гейдельбергской школы Джулиан Эштон. Эштон был попечителем Художественной галереи Нового Южного Уэльса; покровительство им Гейдельбергской школы, продемонстрированное в Сиднее, вдохновило других мельбурнских художников присоединиться к ним. Из Сиднея Стритон и Робертс поехали в страну Новый Южный Уэльс, где в начале 1890-х годов они написали некоторые из своих самых знаменитых работ.
Как и многие из их современников в Европе и Северной Америке, члены Гейдельбергской школы приняли импрессионистский стиль живописи: регулярно рисовали пейзажи на пленэре и стремились изобразить повседневную жизнь. Они проявили живой интерес к эффектам освещения и экспериментировали с различными техниками работы кистью. В отличие от более радикального подхода французских импрессионистов, художники Гейдельбергской школы часто сохраняли некоторый академический акцент на форме, ясности и композиции. Они не просто следовали международной тенденции, а были заинтересованы в создании картин, которые выглядели «отчетливо австралийскими». Многие художники Гейдельбергской школы являлись также членами Викторианского общества художников.
Художники Гейдельбергской школы:
| - Луи Абрахамс - Louis Buvelot - Чарльз Кондер - David Davies - Emanuel Phillips Fox - Ethel Carrick | - Фредерик Мак-Каббин - Leon Pole - Jane Price - Charles Douglas Richardson - Том Робертс - Артур Стритон | - Клара Саутерн - Джейн Сазерленд - Tudor St George Tucker - Мэй Вейл - Walter Withers |

## Галерея
- Некоторые работы
- Джулиан Эштон, 
Evening, Merri Creek, 1882
- Фредерик Маккаббин,
 The Letter, 1884
- Джейн Сазерленд,
 Obstruction, Box Hill, 1887
- Том Робертс,
 A break away!, 1891